# 흑옥

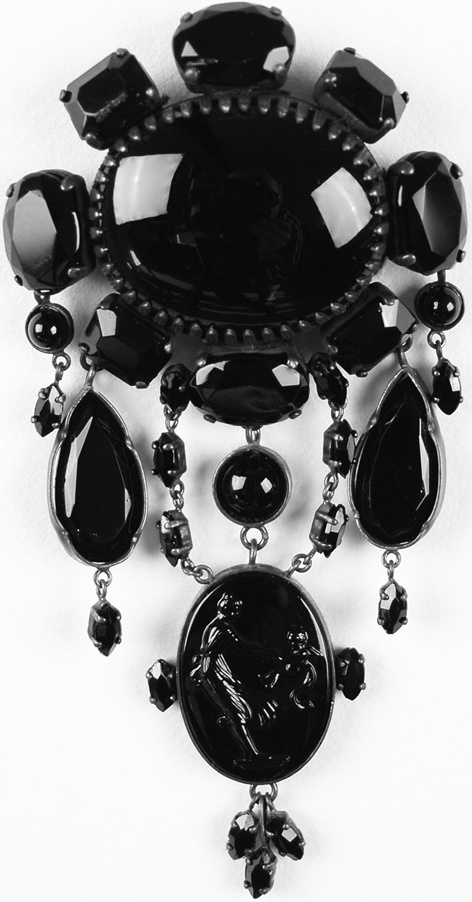

흑옥(黑玉) 또는 패갈탄(貝褐炭)은 지질물질의 일종이며 보석으로 여겨지기도 한다. 흑옥은 광물은 아니고 유기적 기원을 가진 준광물이다. 썩은 목재가 극도의 압력을 받으면 형성된다.

## 같이 보기
- 규화목